# Seseli polyphyllum
Seseli polyphyllum är en flockblommig växtart som beskrevs av Michele Tenore. Seseli polyphyllum ingår i släktet säfferötter, och familjen flockblommiga växter. Utöver nominatformen finns också underarten S. p. puberulum.